# Stroudia spinicornis
Stroudia spinicornis är en stekelart som beskrevs av Giordani Soika 1976. Stroudia spinicornis ingår i släktet Stroudia och familjen Eumenidae. Inga underarter finns listade i Catalogue of Life.